# Invicta Car

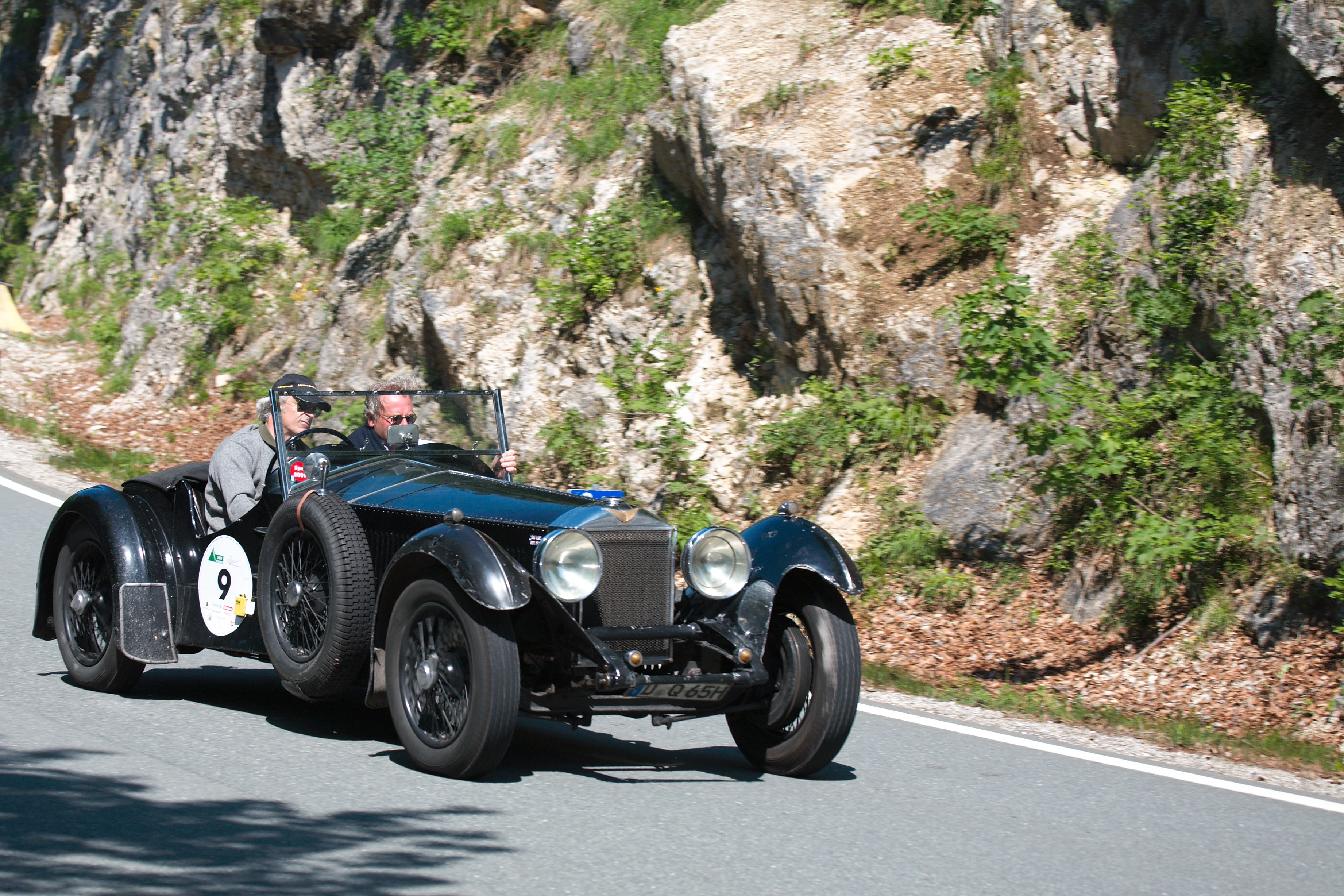
Invicta S Type als Rennversion

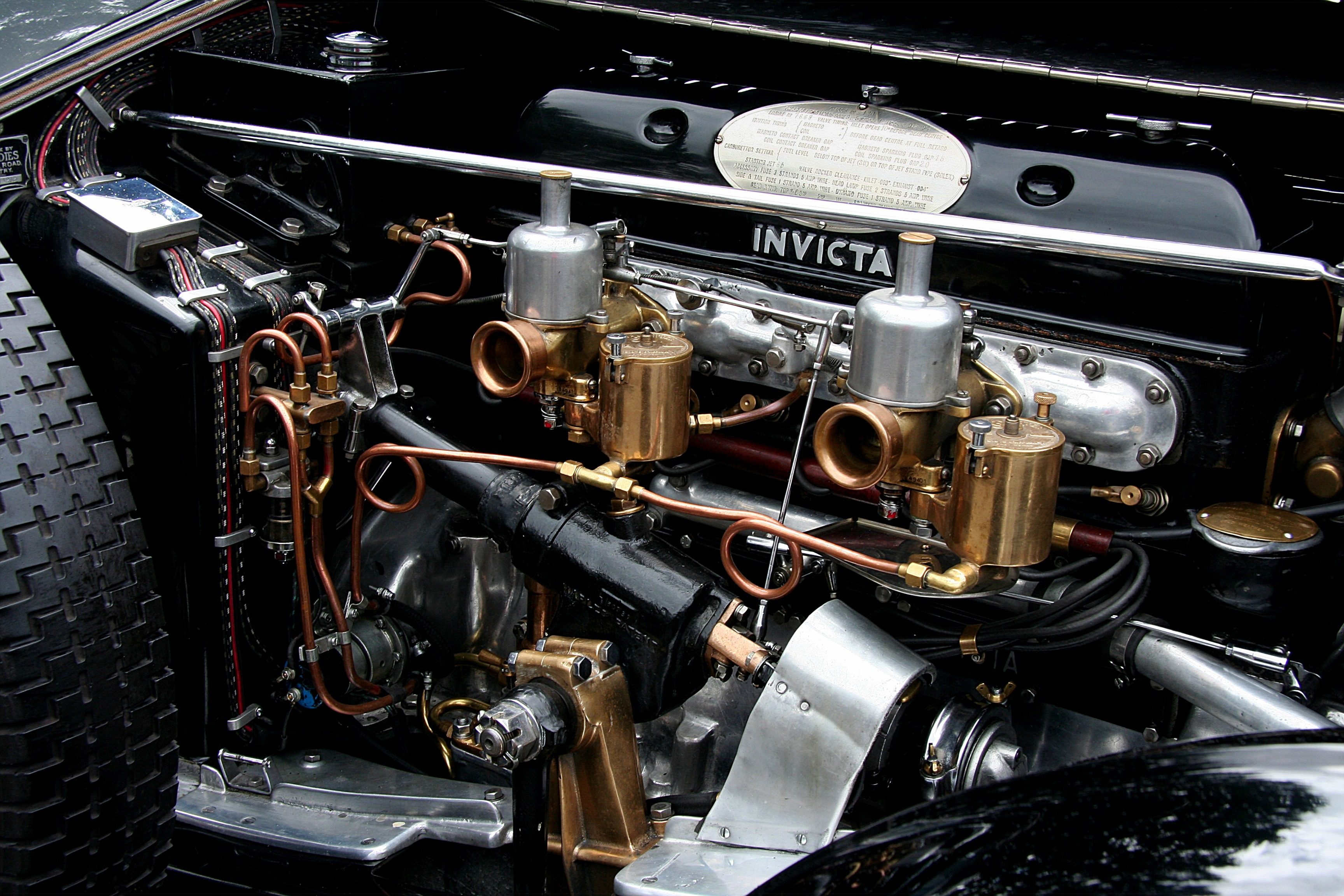
Motor der Rennversion des S-Type

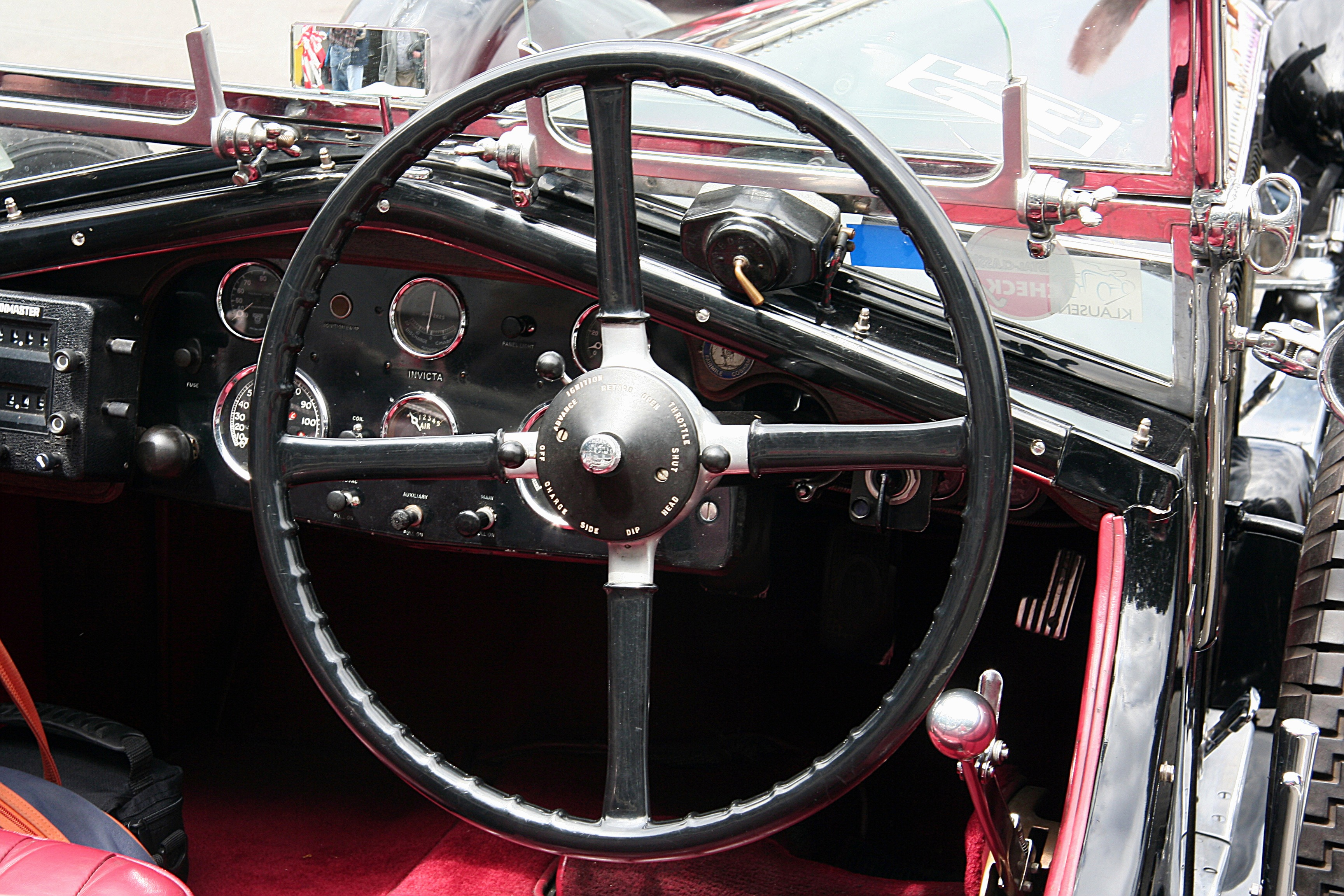
Cockpit des S-Type

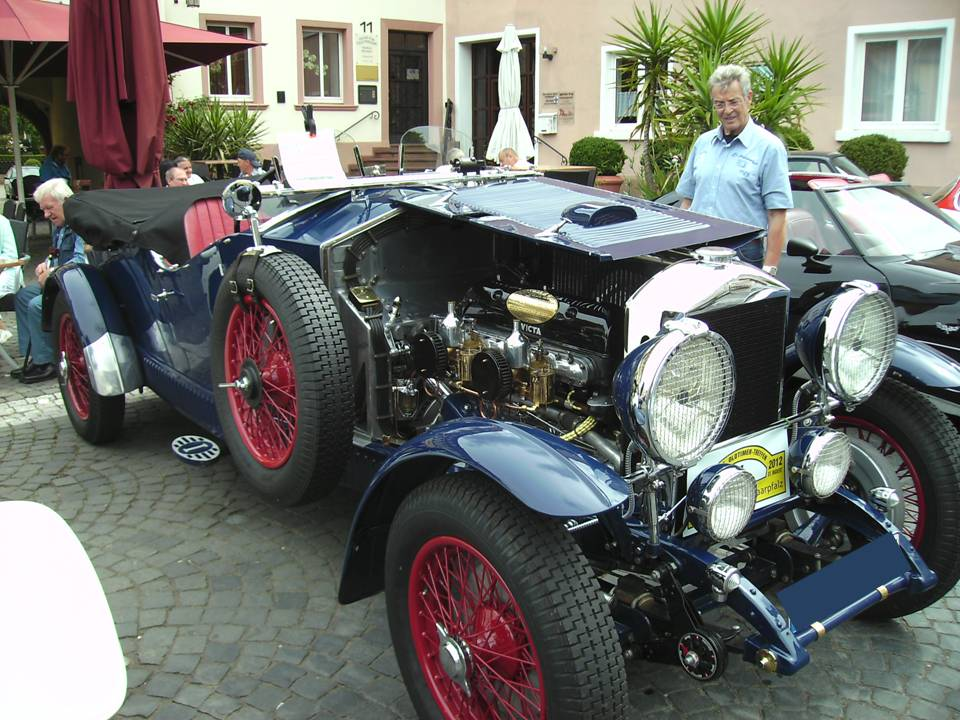
Invicta NLC-Sports-Tourer (1929)

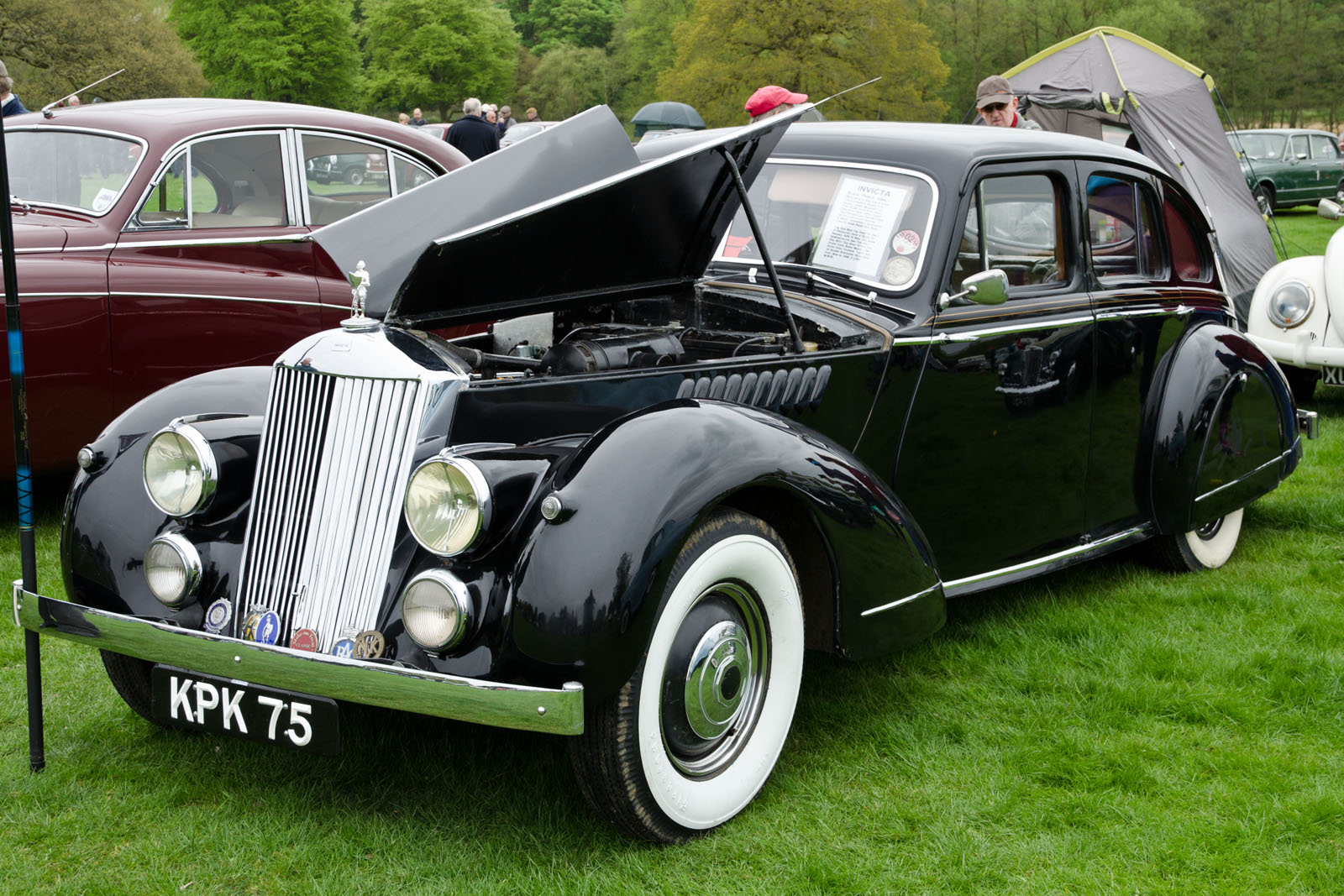
Invicta Black Prince (1947–1949)

Die Invicta Car Co. war ein englischer Automobilhersteller. Die Marke bestand mit Unterbrechungen von 1925 bis 1949.

## Geschichte
1925 wurde das Unternehmen von Noel Macklin in Cobham (Surrey) gegründet. Zunächst konstruierte Henry Meadows einen Wagen mit einem 2,5-Liter-Motor, der in verschiedenen Chassislängen angeboten wurde. 1926 wurde die Motorleistung mit einem 3-Liter-Motor vergrößert, der 1928 einer 4,5-Liter-Maschine wich. 1930 folgte der S-Type mit dem gleichen 4,5-Liter-Motor. Dieser Wagen wurde auch in einer Sportwagenversion (low chassis) angeboten und erreichte 100 Meilen pro Stunde. 1931 gewann Donald Healey mit einem Wagen dieses Typs die Rallye Monte Carlo.
1937 wurde die Produktion eingestellt.
1947 wurde die Marke mit dem neu konstruierten Black Prince wiederbelebt, das einen ungewöhnlich aufwendigen Motor hatte. Für das Modell waren verschiedene Karosserievarianten vorgesehen. Drei Prototypen entstanden bei Charlesworth, sechs Cabriolets baute Airflow Streamlines und ein weiteres Jensen. Insgesamt wurden nur 16 Black Prince hergestellt; dann scheiterte das Projekt aus finanziellen Gründen.

## Modelle
| Modell                | Bauzeitraum | Zylinder | Hubraum  | Leistung         | \|bei Drehzahl | Radstand     |
| --------------------- | ----------- | -------- | -------- | ---------------- | -------------- | ------------ |
| 2 1/2 litre           | 1925–1927   | 6 Reihe  | 2692 cm³ |                  |                | 2845 mm      |
| 3 litre               | 1926–1930   | 6 Reihe  | 2972 cm³ | 95 bhp (70 kW)   | 4000 min−1     | 2845–3048 mm |
| 4 1/2 litre           | 1929–1936   | 6 Reihe  | 4467 cm³ | 110 bhp (81 kW)  | 3200 min−1     | 2997–3200 mm |
| 31 hp                 | ?           | 6 Reihe  | 4962 cm³ | 195 bhp (143 kW) | 3600 min−1     |              |
| 12/45 hp              | 1932–1934   | 6 Reihe  | 1498 cm³ | 45 bhp (33 kW)   |                | 2997 mm      |
| 12/90 hp Supercharged | 1925–1927   | 6 Reihe  | 1498 cm³ | 90 bhp (66 kW)   | 5000 min−1     | 2997 mm      |
| 12/100 hp             | 1933–1935   | 6 Reihe  | 1498 cm³ | 100 bhp (74 kW)  | 5000 min−1     | 2845 mm      |
| 14/120 hp             | 1933–1936   | 6 Reihe  | 1660 cm³ | 120 bhp (88 kW)  |                | 2845 mm      |
| 2 1/2 litre           | 1937        | 6 Reihe  | 2696 cm³ | 75 bhp (55 kW)   | 4200 min−1     | 2946–3200 mm |
| 3 litre               | 1937        | 6 Reihe  |          |                  |                | 2946–3200 mm |
| 4 litre               | 1937        | 6 Reihe  | 3988 cm³ | 140 bhp (103 kW) | 4200 min−1     | 2946–3200 mm |
| Black Prince          | 1947–1949   | 6 Reihe  | 2988 cm³ | 120 bhp (88 kW)  | 4600 min−1     | 3048 mm      |

The Invicta Car Company verwendete zwischen 2004 den 2012 den gleichen Markennamen.